# Hanns Bolz
Hanns Bolz (né le 22 janvier 1885 à Aix-la-Chapelle et mort le 4 juillet 1918 à Munich) est un peintre expressionniste et cubiste allemand,.

## Biographie
Bolz étudie l'art à l'Académie des beaux-arts de Düsseldorf. En 1908, après ses études, il va à Paris, où il vit jusqu'au déclenchement de la Première Guerre mondiale durant laquelle il est mobilisé et sera gazé au front, ce qui provoquera sa mort en juillet 1918. Il y loue le studio occupé anciennement par Pablo Picasso. L'un de ses endroits favoris est le Café du Dôme, où il fréquente un petit groupe d'artistes allemands qui s'est formé autour de Hans Purrmann et Rudolf Levy. C'est là qu'il rencontre Alfred Flechtheim.

## Galerie

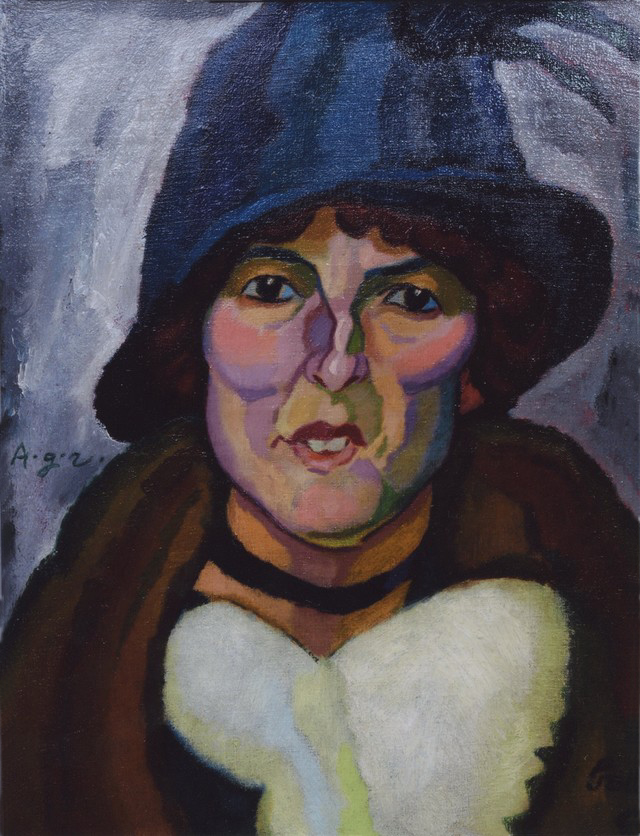
Portrait d'une femme par Hanns Bolz (1912).
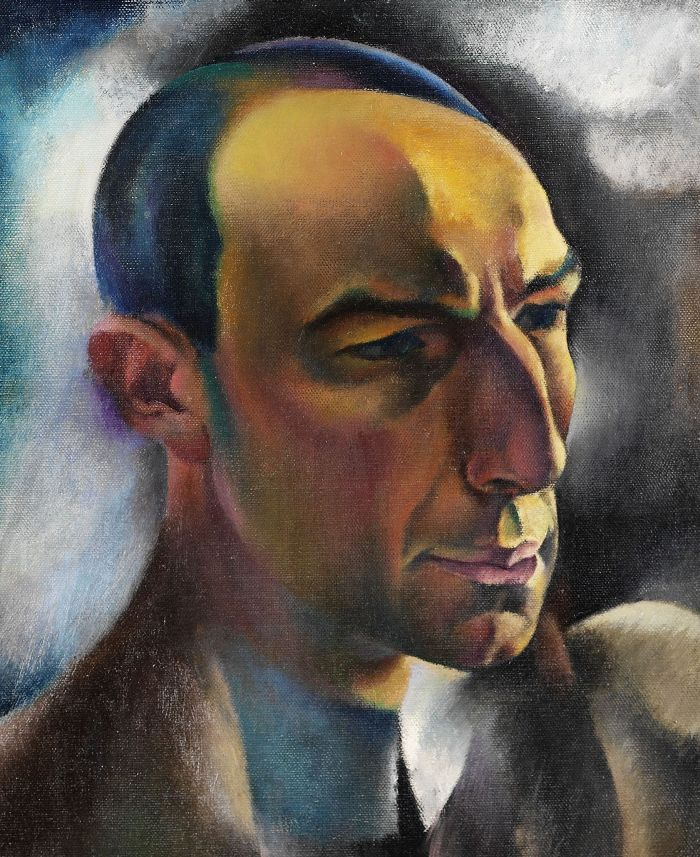
Portrait de Alfred Flechtheim par Hanns Bolz.